# Metion (Sohn des Erechtheus)
Metion (altgriechisch Μητίων Metíon) war in der griechischen Mythologie der Sohn des attischen Königs Erechtheus und der Praxithea. Seine Geschwister waren Kekrops, Orneus, Thespios, Sikyon, Pandoros, Alkon, Eupalamos, Prokris, Krëusa, Oreithyia, Chthonia, Protogeneia, Pandora und Merope. Nach anderen Versionen war er jedoch der Sohn des Eupalamos, des Sohnes des Erechtheus oder des Kekrops, des Sohnes des Erechtheus.
Metion war mit Alkippe verheiratet und war Vater des Eupalamos, des Sikyon, des Musaios und des Chalkon. Nach einer Überlieferung erscheint er auch zusammen mit Iphinoe als Vater des Daidalos. Eine andere Version macht seinen Sohn Eupalamos zum Vater des Daidalos.
Die Metioniden, die Söhne des Metion, vertrieben den attischen König Pandion, Metions Neffe, aus Athen und übernahmen die Macht. Pandion floh nach Megara und wurde dort König. Nach Eusebius von Caesarea geschah dies in seinem 18. Regierungsjahr. Acht Jahre später, nach dem Tode Pandions, kehrten seine Söhne nach Athen zurück und vertrieben ihrerseits die Metioniden und Aigeus bestieg den Thron.
So wie man die Königsliste der Kekropiden erweiterte so sollen auch die Nebenlinien in späterer Zeit von attischen Mythographen ersonnen worden sein. So konnte man die Geschichten ausschmücken und auch den berühmten Daidalos für sich beanspruchen.